# Grafton (Virgínia Ocidental)
Grafton é uma cidade localizada no estado norte-americano de Virgínia Ocidental, no Condado de Taylor.

## Demografia
Segundo o censo norte-americano de 2000, a sua população era de 5489 habitantes.
Em 2006, foi estimada uma população de 5386, um decréscimo de 103 (-1.9%).

## Geografia
De acordo com o United States Census Bureau tem uma área de
9,8 km², dos quais 9,5 km² cobertos por terra e 0,3 km² cobertos por água. Grafton localiza-se a aproximadamente 325 m acima do nível do mar.

## Localidades na vizinhança
O diagrama seguinte representa as localidades num raio de 20 km ao redor de Grafton.